# Mayo (volk)
De Mayo (Mayo: Yoreme) zijn een indiaans volk woonachtig in de staten Sinaloa en Sonora in Mexico. Er leven 91.261 Mayo in Mexico.
De Mayo leven in de valleien van de Río Yaqui en de Río Mayo in het noordwesten van Mexico. Zij spreken een Uto-Azteekse taal en zijn nauw verwant aan de Yaqui. De Mayo zijn vooral een landbouwvolk en verbouwen maïs, bonen, pompoenen, saffloer en katoen.
In 1599 werden de Mayo door de Spaanse conquistador Diego Martínez de Hurdaide onderworpen, maar zij zouden nog vaak in opstand blijven komen. Na de binnendringing van Spaanse missionarissen en mijnbouwers verbonden de Mayo zich in 1740 met de Yaqui, voorheen hun vijanden, en kwamen in opstand. Zij werden echter door de Spanjaarden verslagen. Na de onafhankelijkheid van Mexico in 1821 verslapte de controle en konden de Mayo's grotendeels hun onafhankelijkheid terugwinnen. In de jaren 1860 begonnen de Mexicaanse autoriteiten met een campagne om de Mayo te 'beschaven'. Opnieuw verbonden de Yaqui en Mayo zich en onder Cajeme kwamen ze in opstand. Cajeme wist het Mexicaanse leger lange tijd van het lijf te houden, maar werd in 1887 verslagen waarna de Mayo de wapens neerlegden. President Lázaro Cárdenas kende hen in de jaren 30 landbouwgrond toe en liet basisvoorzieningen aanleggen.